# Richard Somerset

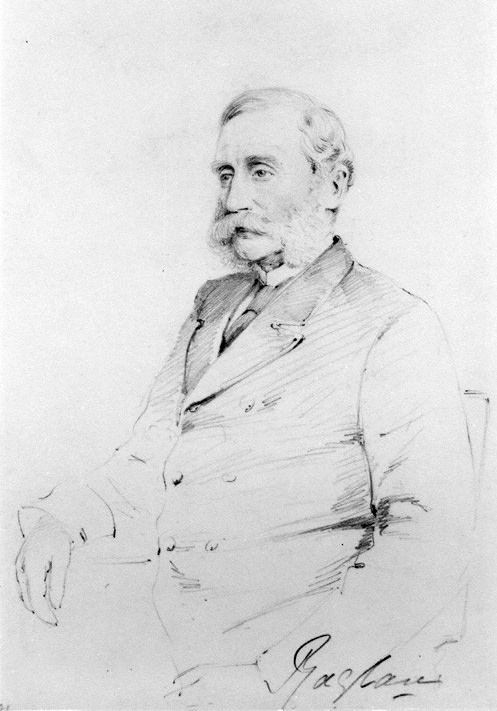
Lord Raglan

Richard Henry FitzRoy Somerset, 2. baron Raglan (ur. 24 maja 1817 w Paryżu, zm. 3 maja 1884 w Londynie) – brytyjski arystokrata, młodszy syn marszałka polnego FitzRoya Somerseta, 1. barona Raglan, i lady Emily Wellesley-Pole, córki 3. hrabiego Mornington.
Wykształcenie odebrał w Christ Church na Uniwersytecie Oksfordzkim. W 1841 r. wyjechał na Cejlon, gdzie pracował jako prywatny sekretarz sir Colina Campbella. W 1844 r. został asystentem rządowego agenta w Kolombo. W 1849 r. opuścił wyspę by objąć stanowisko prywatnego sekretarza króla Hanoweru Jerzego V. Z tego stanowiska zarezygnował w 1855 r., kiedy to po śmierci ojca odziedziczył tytuł barona Raglan i zasiadł w Izbie Lordów.
W dowód uznanania zasług ojca Richarda parlament przyznał nowemu baronowi i jego następcom pensję w wysokości 2000 funtów (23 lipca 1855). W 1856 r. został kornetem Ochotników z Gloucestershire, a w latach 1864–1875 był ich kapitanem. W latach 1858–1859 oraz 1866–1869 był Lordem-in-Waiting w administracji wpierw lorda Derby, a następnie Benjamina Disraelego.
25 września 1856 r. poślubił lady Georgianę Lygon (zm. 30 września 1865), córkę Henry’ego Lygona, 4. hrabiego Beauchamp, i lady Susan Eliot, córki 2. hrabiego St Germans. Richard i Georgiana mieli razem pięciu synów:
- George FitzRoy Henry Somerset (18 września 1857 - 24 października 1921), 3. baron Raglan
- kapitan Arthur Charles Edward Somerset (11 grudnia 1859 - 24 marca 1948), ożenił się z Louisą Hodgson, miał dzieci
- major Granville William Richard Somerset (9 września 1862 - 25 listopada 1901), ożenił się z Malviną MacGregor, miał dzieci
- Wellesley Henry Somerset (5 kwietnia - 15 sierpnia 1864)
- kapitan Richard FitzRoy Somerset (9 sierpnia 1865 - 2 marca 1899)

11 października 1871 r. Raglan poślubił Mary Blanche Farquhar (zm. 15 czerwca 1916), córkę sir Waltera Farquhara, 3. baroneta. Miał z nią jedną córkę
- Violet Elizabeth Katharine Somerset (10 listopada 1874 - 29 kwietnia 1935), żona podpułkownika Wilfrida Smitha, nie miała dzieci

Lord Raglan zmarł przy Chestefield Street w Londynie. Został pochowany 8 maja w kościele w Llandenny. Jego następcą został jego najstarszy syn.